# Hockey glace yonnais
Le Hockey glace yonnais (désigné parfois par l'acronyme HOGLY), dont les joueurs sont surnommés « les Aigles », est un club français de hockey sur glace basé à La Roche-sur-Yon (Vendée) évoluant en division 2 pour la saison 2023-2024.

## Historique
Le club est créé en 1996[réf. nécessaire]. L'équipe fait partie de la Division 3 à partir de la saison 1997-1998. En 2001, il accède à la Division 2.
En 2015, le club accède à la Division 1, sous les commandes de Juraj Ocelka et de Peter Himler et devient vice-champion de France de Division 2 la même année.
Le club évolue au deuxième échelon national entre 2015 et 2019. En raison de difficultés financières le club préfère repartir de son propre chef en quatrième division plutôt que de courir à la liquidation.
Passé assistant coach en 2018-2019, Juraj Ocelka reprend les rênes de cette équipe composée de jeunes formés au club et d'anciens ayant connu la montée en Division 1.

## Palmarès

### Compétitions nationales
- Championnat de France Division 3 : 2023

## Effectif
L'équipe est entraînée par Juraj Ocelka. 
| No    | Nom                  | Nat. | Position       | Arrivée                                       |
| ----- | -------------------- | ---- | -------------- | --------------------------------------------- |
| +030, | Guillaume Chanson    |      | Gardien de but | 2020 - CPR Mouilleron (Roller in line hockey) |
| +060, | Jean-Baptiste Renard |      | Gardien de but | 2019 - Dragons de Rouen U20                   |
| +009, | Paul Plaideau        |      | Défenseur      | 2019 - Drakkars de Caen U20                   |
| +012, | Gaëtan Magne – A     |      | Défenseur      | 2010 - Dogs de Cholet                         |
| +015, | Benoît Barreteau – A |      | Défenseur      | Formé au club                                 |
| +019, | Léandre Wattel       |      | Défenseur      | Formé au club                                 |
| +091, | Francisco Romisio    |      | Défenseur      | Formé au club                                 |
| +093, | Mickaël Goujot       |      | Défenseur      | 2010 - Peaux-Rouges d'Évry                    |
| +002, | Jonathan Manon       |      | Attaquant      | 2020 - Dogs de Cholet                         |
| +008, | Maxence Hurtaud      |      | Attaquant      | Formé au club                                 |
| +010, | Antoine Besson       |      | Attaquant      | Formé au club                                 |
| +011, | Dylan Aymonin        |      | Attaquant      | Formé au club                                 |
| +014, | Kamil Rajnoha        |      | Attaquant      | 2019 - sans club                              |
| +016, | Valentin Jacques     |      | Attaquant      | 2016 - Dragons de Rouen U22                   |
| +017, | Bohuš Farkašovský    |      | Attaquant      | 2012 - HK Spisska Nova Ves                    |
| +020, | Cyril Selin          |      | Attaquant      | Formé au club                                 |
| +025, | Mathias Lalanne      |      | Attaquant      | 2015 - Cormorans de Rennes                    |
| +026, | Baptiste Caboche     |      | Attaquant      | Formé au club                                 |
| +040, | Sébastien Nimer      |      | Attaquant      | 2020 - sans club                              |
| +088, | Andrew Donald – C    |      | Attaquant      | Formé au club                                 |

## Les logos

Logo actuel
Ancienne version du logo de 2014
Ancienne version du logo